# Mångformigt lundfly
Mångformigt lundfly, Lacanobia suasa, är en fjärilsart som först beskrevs av Michael Denis och Ignaz Schiffermüller 1775.  Enligt Dyntaxa ingår mångformigt lundfly i släktet Lacanobia men enligt Catalogue of Life är tillhörigheten istället släktet Mamestra. Enligt båda källorna tillhör mångformigt lundfly familjen nattflyn, Noctuidae. Arten  har livskraftiga, LC, populationer i både Sverige och Finland. Inga underarter finns listade i Catalogue of Life.

## Bildgalleri

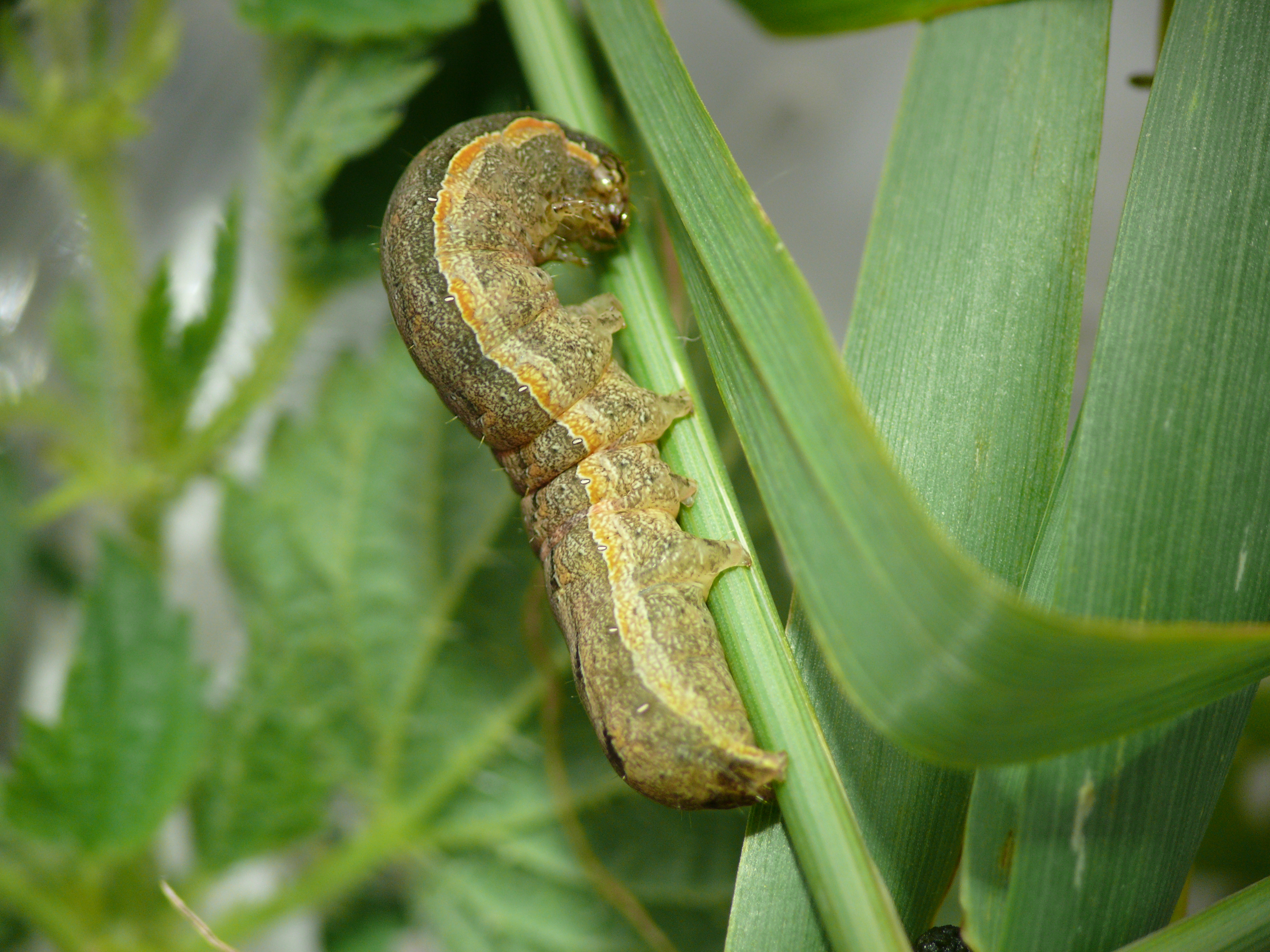
Fjärilens larv.
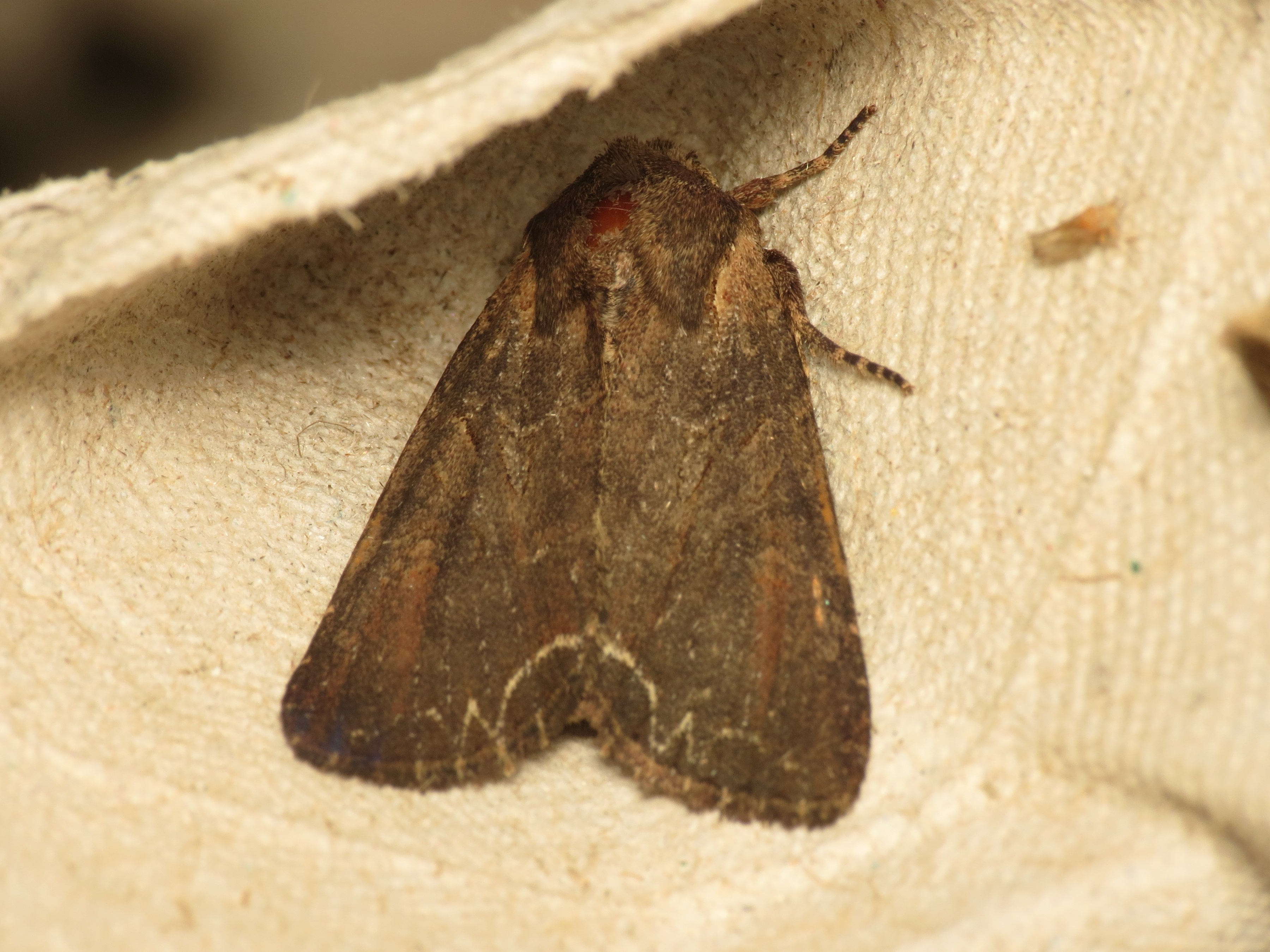
Imago fjäril
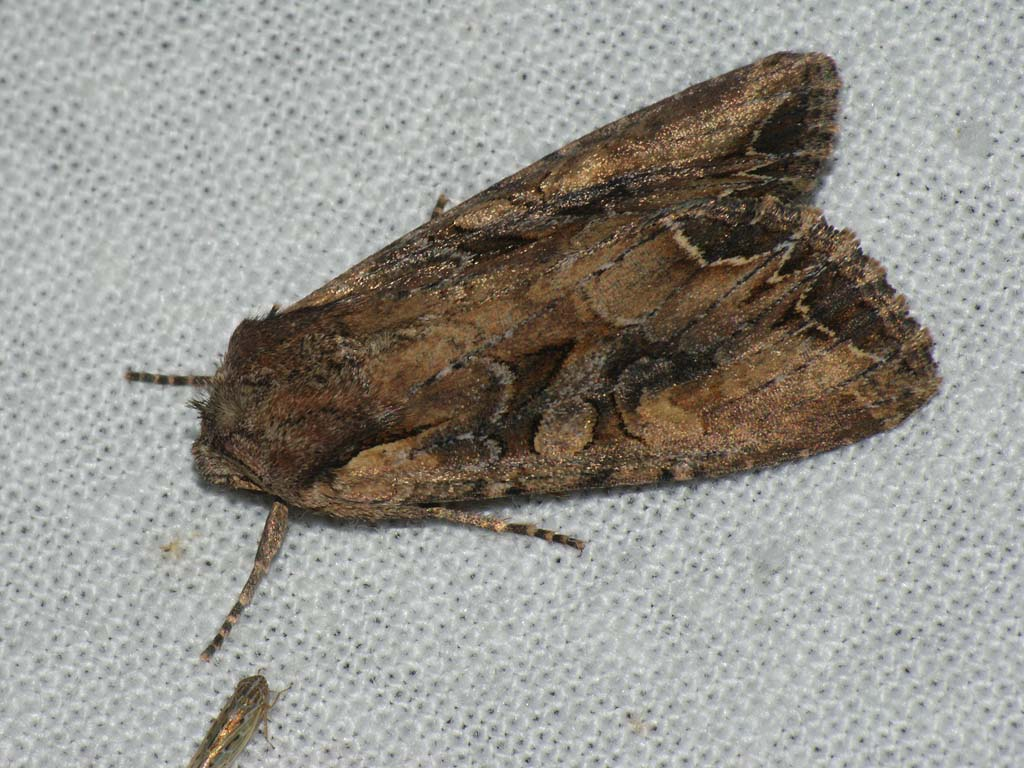
Imago fjäril
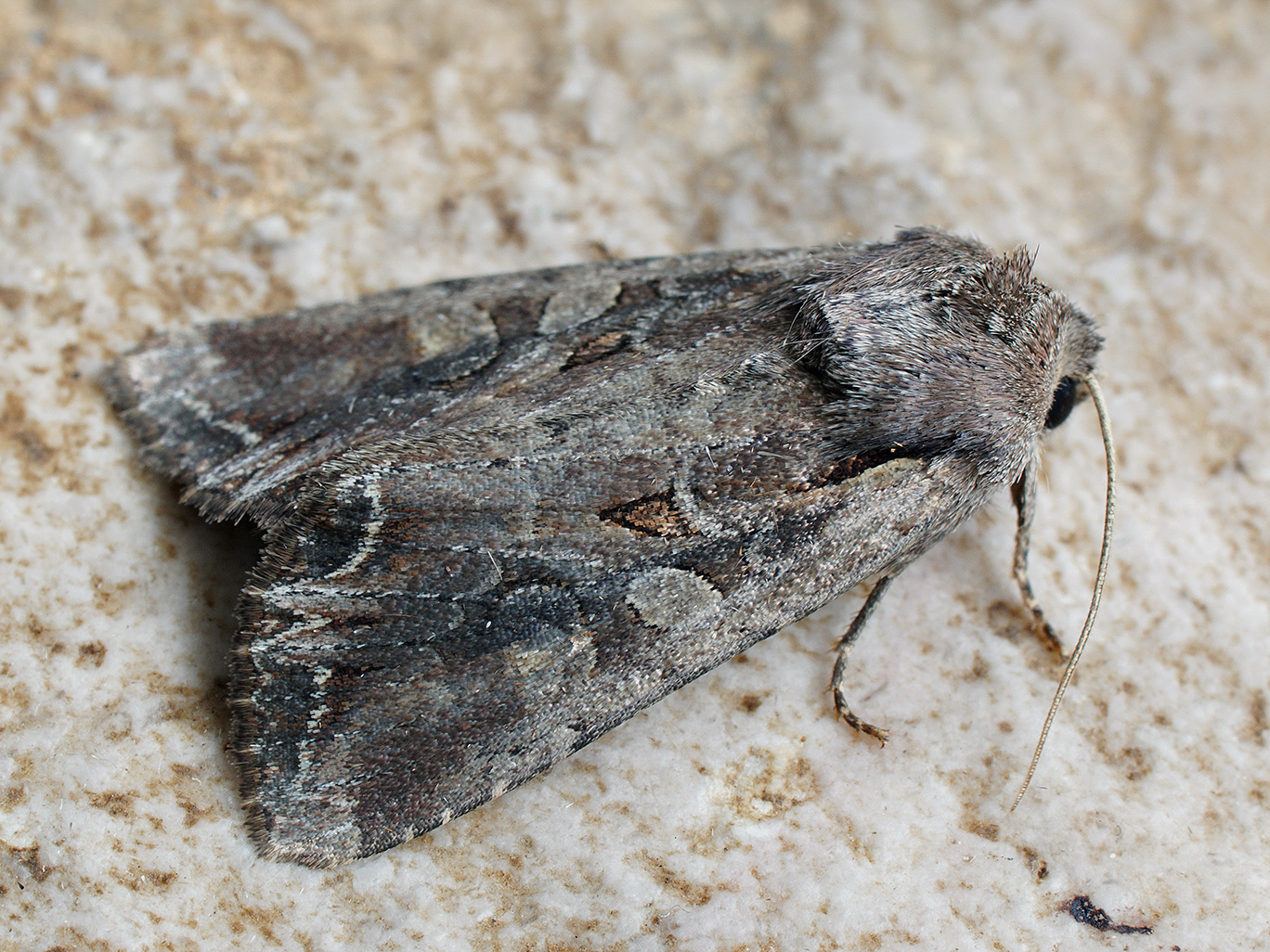
Imago fjäril
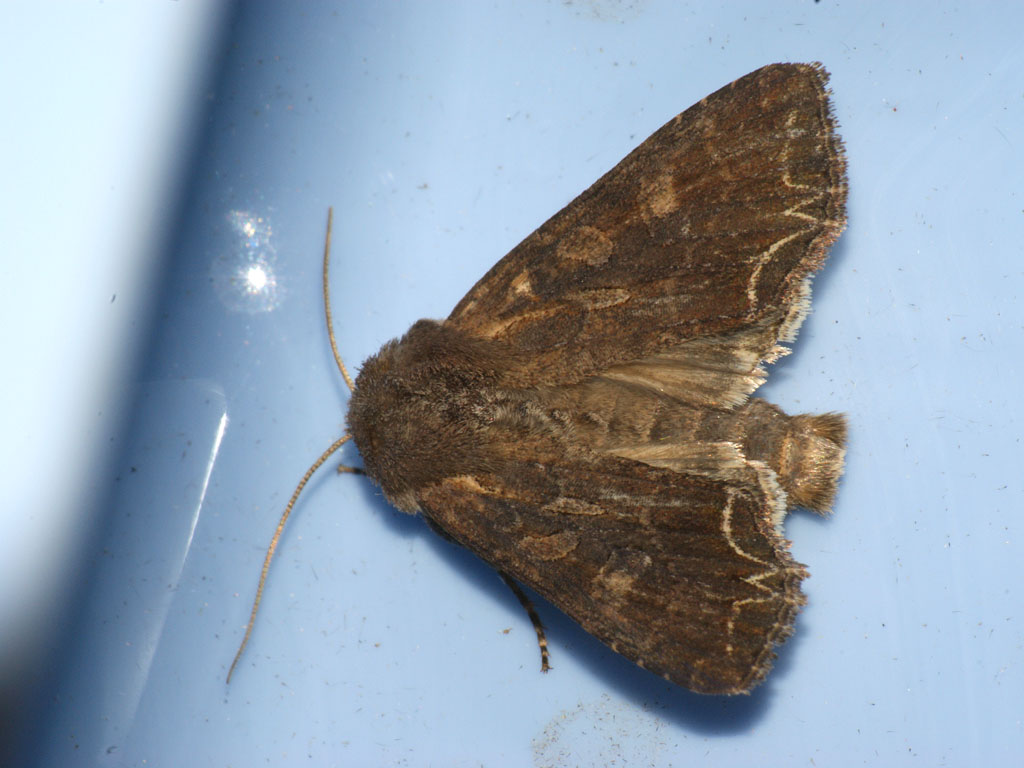
Imago fjäril
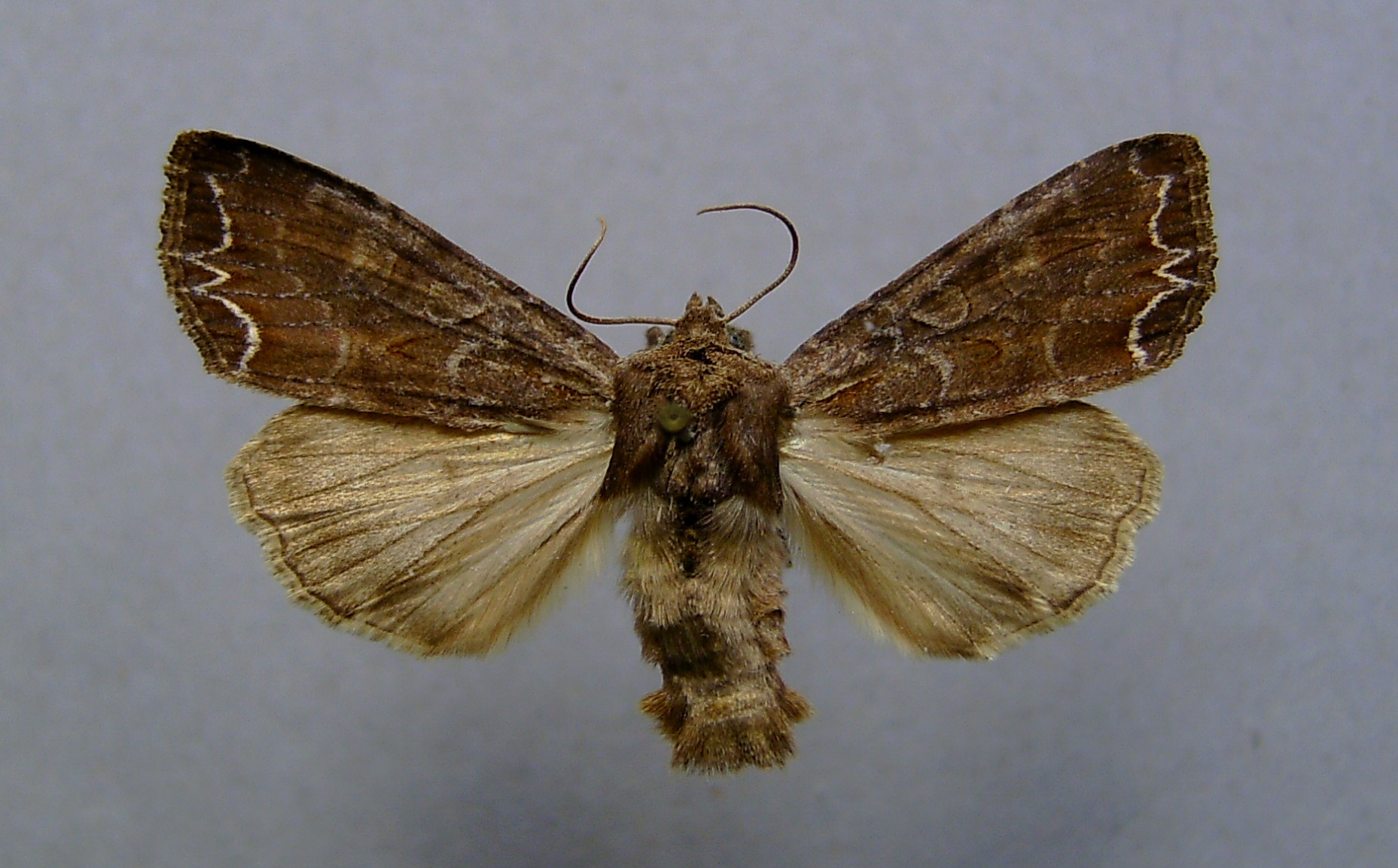
Preparerad (uppnålad) imago fjäril.